# زاگلاواک
زاگلاواک (به صربی: Zaglavak) یک منطقهٔ مسکونی در صربستان است که در بایینا باشتا واقع شده‌است. زاگلاواک ۵۶۶ نفر جمعیت دارد.